# Francia Josefina Miniño
Francia Josefina Miniño o Francia Josefina Miniño de Molina, conocida como Josefina Miniño, (Santo Domingo, República Dominicana, 4 de junio de 1940 ),  es una maestra y bailarina profesional en ballet folclórico, ballet clásico, top jazz, baile español, danza acrobática y afro jazz dominicana. Es una de las principales figuras artísticas de la República Dominicana, precursora y responsable del desarrollo de la danza folclórica en la región del Caribe. Se destaca por haber sido pionera de las artistas en la televisión dominicana. Fue primera bailarina y directora de la Escuela de Danza Popular de La Voz Dominicana,  la primera mujer dominicana en presentar un espectáculo folclórico en el Madison Square Garden, y la primera en llevar el Ballet Nacional a Japón. Miniño contribuyó a la promoción y  a la visibilidad de la mujer dentro del arte y la cultura dominicana.

## Vida personal
Miniño es hija de José Urípides Miniño y Juana Evangelista Rodríguez Veloz.  Miniño está casada con el músico dominicano Papa Molina, desde el año 1959, con quien procreó a José Antonio Molina, director de la Orquesta Sinfónica Nacional Dominicana y a Evangelina Molina, primera Médica Ginecobstetra infantojuvenil de República Dominicana.

## Trayectoria profesional
En agosto del año 1952, con nueve años de edad, inició su vida artística   en “La Voz Dominicana”, estación de radio y canal de televisión más importante de la época en la nación dominicana. Debutó bailando algunas piezas tradicionales de la música caribeña de aquella época, junto a su hermano José Miniño.
Miniño fue la primera bailarina y directora de la Escuela de Danza Popular de La Voz Dominicana. Fue directora del Ballet Folklórico Nacional y la primera mujer dominicana en presentar un espectáculo folclórico en el Madison Squard Garden. Fue una pionera al llevar el Ballet Nacional a Japón, donde visitó 21 ciudades. También  visitó Europa, Estados Unidos y diferentes países de la región del Caribe, con el cuerpo de baile nacional, representando a la República Dominicana.
Miniño se ha dedicado a educar creando grupos de danzas en centros educativos a través de su fundación “Josefina Miniño Sembrando Folclor”.

## Reconocimientos
Recibió el Premio Soberano de la Asociación de Cronistas de Arte (ACROARTE).
La sala de ensayo del Ballet Folklórico lleva su nombre.